# Friedrich Achelis

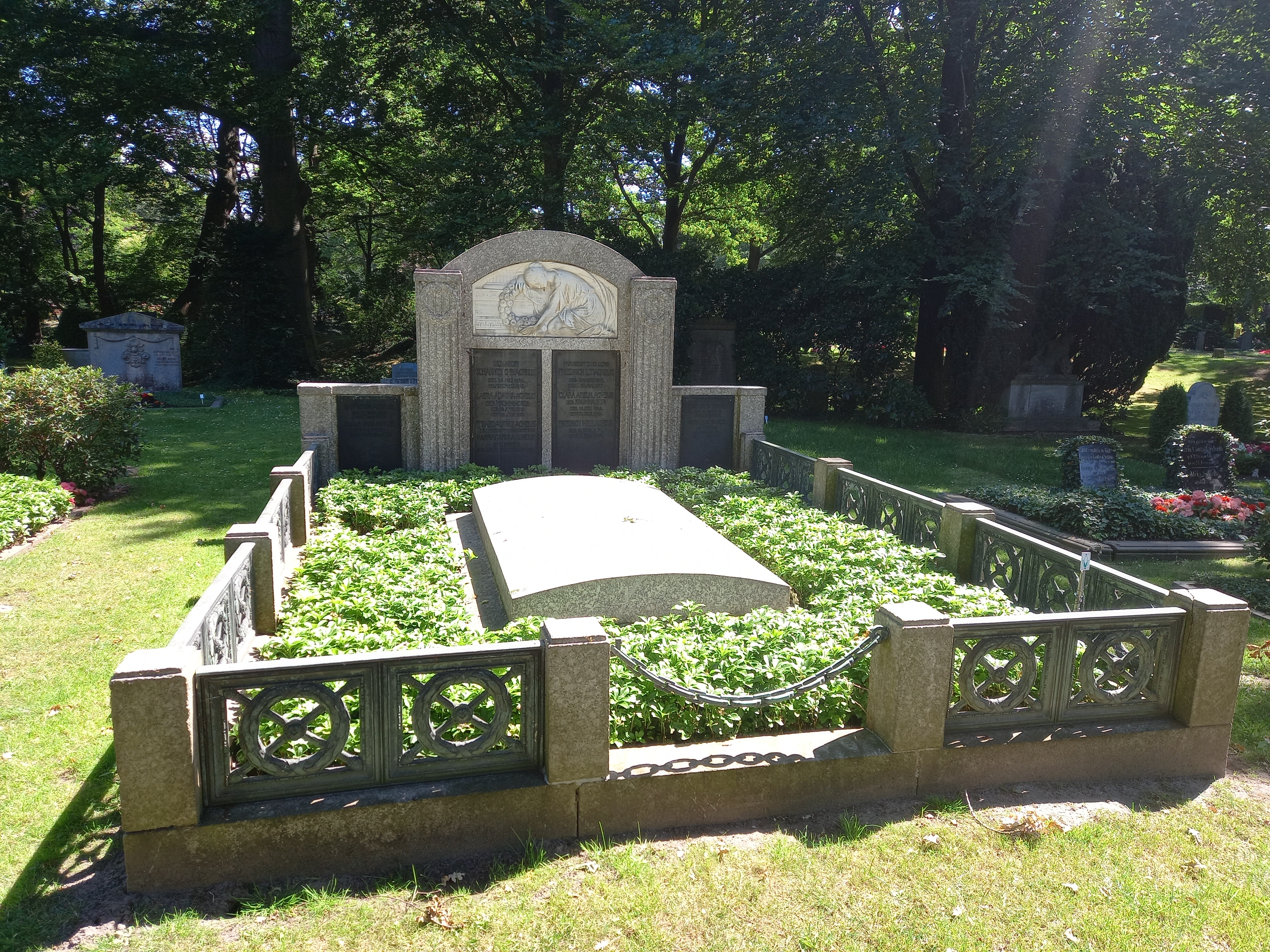
Das Grab von Friedrich Achelis und seiner Ehefrau Clara geborene Krummacher im Familiengrab Achelis auf dem Riensberger Friedhof in Bremen

Friedrich „Fritz“ Ludwig Tilman Achelis (* 3. März 1840 in Bremen; † 20. Mai 1917 in Bremen) war ein deutscher Kaufmann und Bremer Politiker.

## Biografie
Achelis kam aus einer Lohgerber-, Kaufmanns- und Gelehrtenfamilie, die im 17. Jahrhundert aus Rostock eingewandert war. Sein Vater war der Kaufmann und Vizekonsul Johann Achelis (1799–1869). Nach dem Besuch eines Gymnasiums und ab 1856 einer Kaufmannslehre arbeitete er von 1861 bis 1864 in London im Ausfuhrgeschäft, 1864/65 in Le Havre für Lockhart im Importbereich und von 1865 bis 1867 in den USA. 1866 war er Teilhaber der Firma seines Vaters und seines Bruders Johannes C. Achelis geworden und kehrte 1867 nach Bremen zurück. Er heiratete 1868 Clara Krummacher, Tochter eines Arztes.

### Aufsichtsrat vom NDL
1877 wurde Achelis Mitglied des Aufsichtsrates des Norddeutschen Lloyds (NDL) in Bremen, 1892 stieg er auf zum Vizepräsidenten und 1911 nach dem Rücktritt von Georg Plate (1844–1914) wurde er als dessen Nachfolger Vorsitzender des Aufsichtsrates des NDL, ein Amt, das er bis 1917 wahrnahm. Er gründete eine Ausbildungsstiftung für bedürftige Kinder von Angehörigen des NDL.

### Kaufmann, Politiker, Förderer
Achelis war neben seiner Lloydtätigkeit im kaufmännischen und öffentlichen Leben aktiv. Ab 1882 wurde er als Vertreter der Kaufmannsklasse zum Mitglied der Bremischen Bürgerschaft gewählt. Hier war er in der Deputation für die Korrektion der Unterweser und im Bürgeramt aktiv. Zudem war er sechs Jahre Handelsrichter, Vorsitzender in den Aufsichtsräten der Deutschen Nationalbank und der Sparkasse Bremen, Vorsitzender im Verein für öffentliche Bäder, Vorsteher vom Haus Seefahrt, russischer Vizekonsul von 1891 bis 1899, Vorstandsmitglied in der Schiffsbautechnischen Gesellschaft in Berlin und Aufsichtsratsmitglied von vielen Unternehmungen. Er war Mitbegründer der Atlaswerke und der Norddeutschen Hütte Bremen. 1900 war er Präses der Handelskammer Bremen.